# Noemia semirufa
Noemia semirufa är en skalbaggsart som beskrevs av Jean François Villiers 1958. Noemia semirufa ingår i släktet Noemia och familjen långhorningar. Inga underarter finns listade i Catalogue of Life.